# سارگیس وارطانیان (کشتی‌گیر)
سارگیس زادیکی وارطانیان (ارمنی: Սարգիս Վարդանյան؛  زادهٔ ۱ مهٔ ۱۹۱۴ - درگذشته ۱۰ آوریل ۱۹۶۲) کشتی‌گیر مرد اهل ارمنستان در رشته‌های کشتی آزاد و کشتی فرنگی بود. که در مسابقات کشوری و بین‌المللی در مجموع برندهٔ ۵ مدال طلا، ۵ مدال نقره و ۱ مدال برنز شده است.

## زندگی‌نامه
وی در ۱۴ مه [سبک قدیمی: ۱ مه] ۱۹۱۴ ‏در قارص به دنیا آمد . همچنین برندهٔ جوایزی همچون مربی شایسته ارمنستان شوروی، قهرمان ورزشی اتحاد شوروی و مدال کارگر ممتاز شده است. وی در ۱۰ آوریل ۱۹۶۲ در سن ۴۷ سالگی درگذشت.

## نتایج مهم
- مسابقات قهرمانی کشتی کلاسیک اتحاد جماهیر شوروی 1933 -
- مسابقات قهرمانی کشتی فرنگی اتحاد جماهیر شوروی 1934 -
- مسابقات قهرمانی کشتی کلاسیک اتحاد جماهیر شوروی 1935 -
- مسابقات قهرمانی کشتی کلاسیک اتحاد جماهیر شوروی 1936 -
- مسابقات قهرمانی کشتی کلاسیک اتحاد جماهیر شوروی 1937 -
- مسابقات قهرمانی کشتی فرنگی اتحاد جماهیر شوروی 1940 -
- مسابقات قهرمانی کشتی فرنگی اتحاد جماهیر شوروی 1944 -
- مسابقات قهرمانی کشتی فرنگی اتحاد جماهیر شوروی 1949 -
- مسابقات قهرمانی کشتی کلاسیک اتحاد جماهیر شوروی 1952 -
- مسابقات قهرمانی کشتی آزاد اتحاد جماهیر شوروی 1946 -
- مسابقات قهرمانی کشتی آزاد اتحاد جماهیر شوروی 1947 -